# Шевченко (Доманівська селищна громада)
Шевче́нко —  село в Україні, в Доманівській селищній громаді Вознесенського району Миколаївської області. Населення становить 33 осіб. Колишній орган місцевого самоврядування — Володимирівська сільська рада.